# Kersdorfer See (Naturschutzgebiet)
Das Naturschutzgebiet Kersdorfer See liegt auf dem Gebiet der Gemeinde Briesen (Mark) im Landkreis Oder-Spree in Brandenburg.
Das rund 199 ha große Gebiet mit der Kenn-Nummer 1613 steht seit dem 18. August 2009 unter Naturschutz. Das Naturschutzgebiet mit dem Kersdorfer See erstreckt sich südwestlich von Kersdorf, einem Wohnplatz der Gemeinde Briesen (Mark).
Am nördlichen Rand des Gebietes verläuft die A 12, am südlichen Rand fließt der Oder-Spree-Kanal, südlich fließt die Spree.